# Michael Ian Black
Michael Ian Black, född 12 augusti 1971 i Chicago, Illinois, är en amerikansk skådespelare, komiker, manusförfattare och regissör. Black har synts i ett antal TV-serier, men kanske mest känd i Sverige för sin medverkan i Ed.

## Filmografi (urval)

### Som skådespelare
- 2001 – Wet Hot American Summer
- 2000-2004 - Ed (TV-serie)

### Som regissör
- 2006 – Wedding Daze

### Som manusförfattare
- 2006 – Wedding Daze

## Fotnoter
1. ↑  Gemeinsame Normdatei, läst: 11 maj 2014.[källa från Wikidata]
2. ↑  Freebase Data Dumps, Google.[källa från Wikidata]
3. ↑  CineMagia, Cinemagia person-ID: 38877, läst: 4 april 2022.[källa från Wikidata]